# Cross Vegas
De Cross Vegas is een veldrit die sinds 2007 jaarlijks in september gehouden wordt in de Amerikaanse stad Las Vegas, de wedstrijd is door de jaren heen gegroeid tot de grootste veldrit buiten Europa. Sinds het seizoen 2015-2016 maakt de cross onderdeel uit van de Wereldbeker.

## Erelijst

### Mannen
| Datum | Klassement | Cat. | Winnaar           | Tweede                 | Derde                  |
| ----- | ---------- | ---- | ----------------- | ---------------------- | ---------------------- |
| 2018  |            |      | Lance Haidet      | Jamey Driscoll         | Bjørn Selander         |
| 2017  |            |      | Laurens Sweeck    | Diether Sweeck         | Jeremy Powers          |
| 2016  |            |      | Wout van Aert     | Michael Vanthourenhout | Laurens Sweeck         |
| 2015  |            |      | Wout van Aert     | Sven Nys               | Michael Vanthourenhout |
| 2014  |            |      | Sven Nys          | Lars van der Haar      | Jeremy Powers          |
| 2013  |            |      | Sven Nys          | Jeremy Powers          | Geoff Kabush           |
| 2012  |            |      | Jeremy Powers     | Timothy Johnson        | Ben Berden             |
| 2011  |            |      | Lars van der Haar | Christian Heule        | Rob Peeters            |
| 2010  |            |      | Francis Mourey    | James Driscoll         | Gerben de Knegt        |
| 2009  |            |      | James Driscoll    | Christopher Jones      | Jonathan Page          |
| 2008  |            |      | Ryan Trebon       | Timothy Johnson        | Adam Craig             |
| 2007  |            |      | Ryan Trebon       | Christian Heule        | Jeremy Powers          |

### Vrouwen
| Datum | Klassement | Cat. | Winnaar           | Tweede            | Derde                 |
| ----- | ---------- | ---- | ----------------- | ----------------- | --------------------- |
| 2018  |            |      | Maghalie Rochette | Kateřina Nash     | Sofia Gomez-Villafañe |
| 2017  |            |      | Kateřina Nash     | Catharine Pendrel | Ellen Noble           |
| 2016  |            |      | Sophie de Boer    | Kateřina Nash     | Katherine Compton     |
| 2015  |            |      | Kateřina Nash     | Eva Lechner       | Sanne Cant            |
| 2014  |            |      | Meredith Miller   | Kateřina Nash     | Katherine Compton     |
| 2013  |            |      | Kateřina Nash     | Lea Davison       | Catharine Pendrel     |
| 2012  |            |      | Sanne van Paassen | Lea Davison       | Alison Powers         |
| 2011  |            |      | Kateřina Nash     | Amy Dombroski     | Kelli Emmett          |
| 2010  |            |      | Kateřina Nash     | Amy Dombroski     | Mary McConneloug      |
| 2009  |            |      | Katherine Compton | Kateřina Nash     | Georgia Gould         |
| 2008  |            |      | Katherine Compton | Kateřina Nash     | Georgia Gould         |
| 2007  |            |      | Lyne Bessette     | Katherine Compton | Kateřina Nash         |